# 540
| [ Edytuj tabelę ]          |                                                                  |
| Król Aksum                 | - 520 Kaleb 540                                                  |
| Cesarz Bizancjum           | - 527 Justynian I Wielki 565                                     |
| Cesarz Chin                | - 502 Liang Wudi 549                                             |
| Król Essexu                | - 527 Aescwine 587                                               |
| Król Franków               | - 511 Childebert I 558 - 534 Teodebert I 548 - 511 Chlotar I 561 |
| Cesarz Japonii             | - 539 Kinmei 571                                                 |
| Król Kentu                 | - 522 Eormenric 560                                              |
| Patriarcha Konstantynopola | - 536 Menas 552                                                  |
| Władca Korei               | - 531 Anwŏn 545                                                  |
| Król Mercji                | - 501 Cnebba (?) 566                                             |
| Król Munsteru              | - 527 Crimthann 547                                              |
| Król Ostrogotów            | - 536 Witiges 540 - 540 Ildibald 541                             |
| Papież                     | - 537 Wigiliusz 555                                              |
| Król Persji                | - 531 Chosrow I 579                                              |
| Król Wizygotów             | - 531 Teudis 548                                                 |

Rok 540 / DXL
stulecia: V wiek ~
VI wiek ~
VII wiek

lata: 530 «
535 «
536 «
537 «
538 «
539 «
540
» 541
» 542
» 543
» 544
» 545
» 550

## Wydarzenia
- Afryka
  - Nubijczycy przyjęli chrześcijaństwo
- Azja
  - wybuchła wojna między cesarstwem wschodniorzymskim a Persją (zobacz 562)
- Europa
  - kapitulacja króla Ostrogotów Witigesa oblężonego przez wschodniorzymskiego wodza Belizariusza w Rawennie
  - Frankowie opanowali ziemie położone na północ od Padu w Italii
  - bunt Ostrogotów pod wodzą Totili

## Urodzili się
- papież Grzegorz I Wielki (data sporna lub przybliżona)(zm. 604)
- Autaris, syn Klefa, król Longobardów od 584 (przybliżona data) (zm. 590)
- Kolumban Młodszy, irlandzki opat i misjonarz, (lub 543) (zm. 615)
- Galswinta, córka króla Wizygotów Atanagilda i Gojzwinty, Żona króla Neustrii, Chilperyka I. (zm. 568)
- Garibald I, książę Bawarii (zm. ok. 591)
- Jan z Biclar,  pisarz chrześcijański (przybliżona data) (zm. po 621)
- Myrddin Wyllt], postać z walijskich legend (przybliżona data)

## Zmarli
- 6 marca (538 lub 540) - Frydolin z Säckingen irlandzki benedyktyn, opat, misjonarz, święty Kościoła katolickiego
- Dignaga, indyjski scholastyk buddyzmu mahajany. Jeden z twórców epistemologii (ur. ok. 480)
- (zm. 540 lub 544) - Dionizjusz Mały wczesnochrześcijański pisarz, teolog, ormiański mnich i ojciec Kościoła (ur. ok. 470)
- Wedast z Arras,  pierwszy biskup diecezji Arras (ur. ok. 453)
- Witiges, król Ostrogotów
- Yifu, cesarzowa Zachodniej dynastii Wei (ur. 510)
- Yujiulü, cesarzowa Zachodniej dynastii Wei (ur. 525)